# Ruska državna knjižnica
Ruska državna knjižnica (rusko Российская государственная библиотека, latinizirano: Rossijskaja gosudarstvennaja biblioteka) je narodna knjižnica Rusije, ki se nahaja v Moskvi. Glede na zbirko knjig je največja knjižnica v državi in peta na svetu (17,5 milijona).
Knjižnica ima več kot 275 km polic z več kot 43 milijoni predmetov, vključno z več kot 17 milijoni knjig in zvezkov, 13 milijoni revij, 350 tisoč glasbenih partitur in zvočnih zapisov, 150.000 zemljevidov in drugo. Gradivo je zapisano v 247 jezikih sveta, tuji del predstavlja približno 29 odstotkov celotne zbirke.
Med letoma 1922 in 1991 je bil v knjižnici deponiran vsaj en izvod vsake knjige, izdane v ZSSR, kar se nadaljuje tudi danes, pri čemer je knjižnica z zakonom obvezana za shranjevanje obveznih izvodov.